# Martin Wood
Martin Wood (...) è un regista canadese.
Si è reso famoso agli appassionati di fantascienza dirigendo e scrivendo episodi delle due serie spin-off del film Stargate: Stargate SG-1 e Stargate Atlantis. In questo momento si sta dedicando alla sua nuova serie: Sanctuary, con Amanda Tapping, che già ha lavorato con Martin in Stargate SG-1 e Stargate Atlantis. Ha inoltre diretto il secondo Direct-to-DVD tratto da Stargate SG-1: Stargate: Continuum.

## Curiosità
- Nel 200º episodio di Stargate Sg1 è apparso anche come attore nell'improbabile telefilm basato sul Progetto Stargate: Wormhole X-Treme!.

## Filmografia parziale

### Cinema
- Teenage Space Vampires (1999)
- The Impossible Elephant (2001)
- Stargate: Continuum (2008)
- Christmas Drop: operazione regali (Operation Christmas Drop) (2020)
- Cosmic Chronicles (2022)
- Double Life (2023)

### Televisione
- The Great Run of China – documentario TV (1995)
- SIDS: A Special Report – documentario TV (1995)
- Two – serie TV, episodio 1x08 (1996)
- Life and Times – serie TV, episodi 1x20-3x11 (1997-1999)
- Due poliziotti a Palm Beach (Silk Stalkings) – serie TV, episodi 7x08-7x20-8x17 (1997-1999)
- 12 giorni a Natale (Christmas in the air) – film TV (2017)
- Un'estate da ricordare (A Summer to Remember) – film TV (2018)